# سیارک ۹۴۹۴
سیارک ۹۴۹۴ (به انگلیسی: 9494 Donici، نامگذاری:3212T-1) نه هزار و چهارصد و نود و چهارمین سیارک کشف شده‌است که در ۲۶ مارس ۱۹۷۱ کشف شد.
قدر مطلق سیارک برابر ۱۳٫۷۰ است.